# Synagoga v Kasejovicích
Synagoga v Kasejovicích je budova bývalé synagogy v obci Kasejovice v okrese Plzeň-jih v současnosti sloužící jako Muzeum Kasejovice.

## Historie budovy

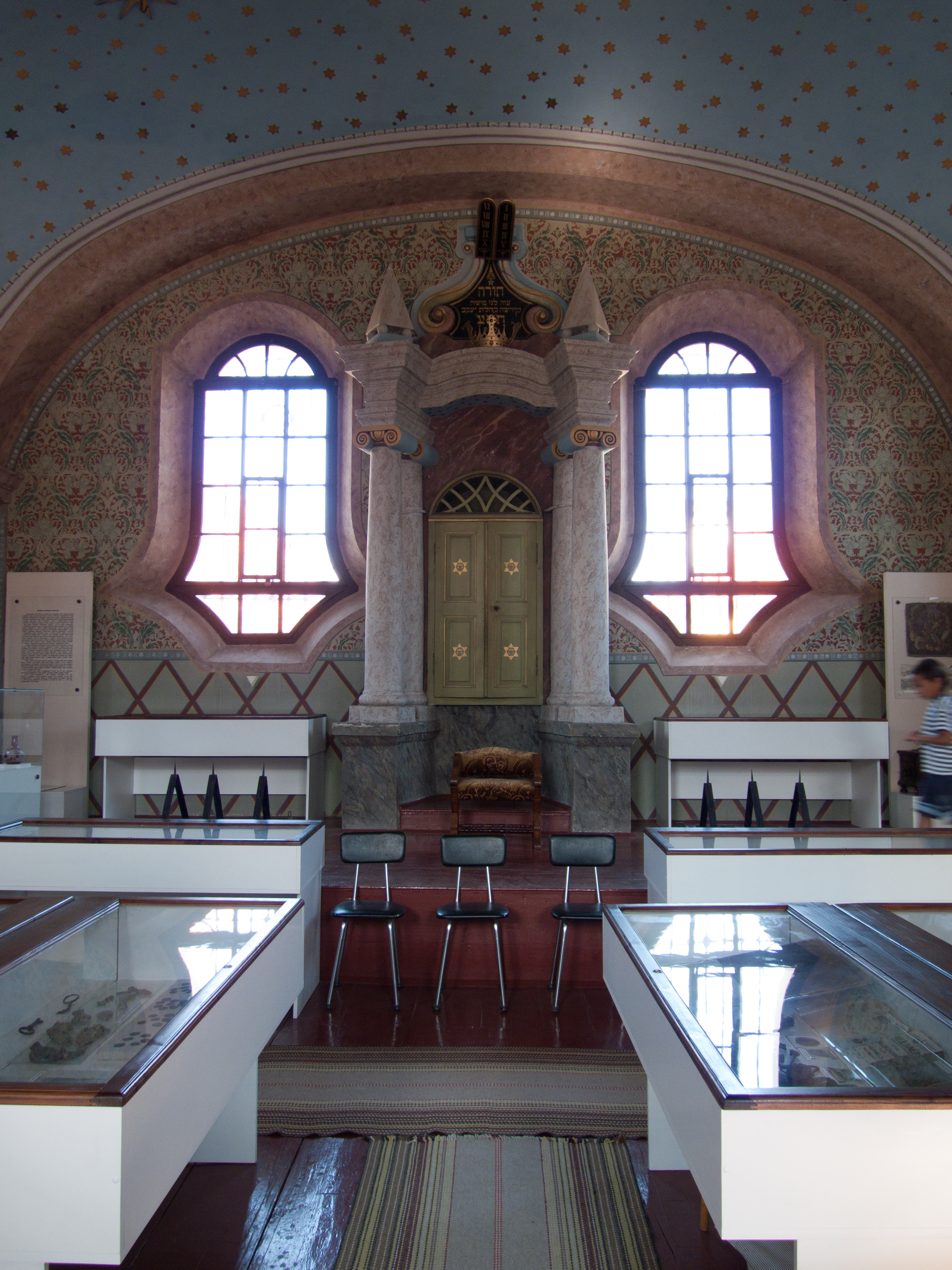
Prázdná schrána na tóru v kasejovické synagoze

Nejstarší záznamy o kasejovických Židech pochází z roku 1570 a říkají, že se věnovali řemeslnému prodeji, ranhojičství, učitelství, půjčování peněz a výběru mýtného. V letech 1725-30 bylo u Pivovarského rybníka založeno židovské město (ghetto) a tamní domy nesly jako označení římské číslice.
Synagoga v obci existuje od druhé poloviny 18. století. Postavena byla uvnitř ghetta v barokním slohu, ve 30. letech 19. století pak došlo k přestavbě. V interiéru bylo 66 sedadel pro muže a 45 pro ženy, také vchody měla tradičně pro obě pohlaví oddělené.
Synagoga sloužila nejen k bohoslužbám - zpočátku fungovala také jako škola: byla používána k výkladu bible a vyučování. Později byla za synagogou postavena židovská škola, dnes používaná jako knihovna, od roku 1909 však byly děti pro malý počet převedeny do místní obecní školy.

## Současnost
V říjnu 1945 byly do synagogy z obecní školy přemístěny převážně uměleckoprůmyslové sbírky místního rodáka Václava Mentbergera (1886 - 1969) a v budově bylo zřízeno Muzeum Kasejovice, které zde sídlí dodnes. Židovské předměty sbírky byly převezeny do Státního židovského muzea v Praze. Zůstala renovovaná výzdoba stěn a schránka na tóru, z Mirovic pochází zde vystavené židovské svícny.
V muzeu se nachází mezi jinými předměty porcelán, kamenina, sklo, cenné dýmky "kasovky", obrazy, výšivky a textilie, knihy, notové zápisy, fotografie, plakáty a minerály. Pro veřejnost bývá otevřeno o víkendech.
V obci se zachovalo původní židovské ghetto (jediné zachovalé v západních Čechách), jeho poslední obyvatelé však po deportaci do Terezína roku 1942 zahynuli v Osvětimi a dalších nacistických koncentračních táborech, holocaust se podařilo přežít pouze jedné ženě. V severní části obce, na návrší Na stráži se nachází židovský hřbitov pocházející z roku 1669.